# Municipio de Gilchrist
El municipio de Gilchrist (en inglés: Gilchrist Township) es un municipio ubicado en el condado de Pope en el estado estadounidense de Minnesota. En el año 2010 tenía una población de 194 habitantes y una densidad poblacional de 2,11 personas por km².

## Geografía
El municipio de Gilchrist se encuentra ubicado en las coordenadas 45°26′39″N 95°20′5″O / 45.44417, -95.33472. Según la Oficina del Censo de los Estados Unidos, el municipio tiene una superficie total de 92.01 km², de la cual 83,04 km² corresponden a tierra firme y (9,75 %) 8,97 km² es agua.

## Demografía
Según el censo de 2010, había 194 personas residiendo en el municipio de Gilchrist. La densidad de población era de 2,11 hab./km². De los 194 habitantes, el municipio de Gilchrist estaba compuesto por el 99,48 % blancos, el 0,52 % eran amerindios. Del total de la población el 0,52 % eran hispanos o latinos de cualquier raza.